# IC 721
IC 721 ist eine Spiralgalaxie mit ausgedehnten Sternentstehungsgebieten vom Hubble-Typ Sc im Sternbild Becher am Südsternhimmel. Sie ist schätzungsweise 294 Millionen Lichtjahre von der Milchstraße entfernt und hat einen Durchmesser von etwa 110.000 Lichtjahren.

Im selben Himmelsareal befinden sich u. a. die Galaxien IC 723, IC 733, IC 734.
Das Objekt wurde am 13. Mai 1893 vom französischen Astronomen Stéphane Javelle entdeckt.